# Evangélikus templom (Csanádalberti)
Az csanádalberti evangélikus templom a 1882-ben épült klasszicista stílusban, a község központjában áll. Csanádalbertin az újratelepülés, 1844 óta van evangélikus gyülekezet.
Az épület két bejáratot kapott, ami közül már csak egy használható: ez a templomhajó elé kiugró toronyba nyílik; díszítésként két korinthoszi féloszlop és a timpanon szolgál. A hajó egyenes lépcsője a karzatra vezet. Az ajtó fölé szlovák nyelvű emléktáblát helyeztek el, rajta a 100. zsoltár szövegével. Az eredeti toronysisak a jelenleginél díszesebb és magasabb is volt. A templom oldalhomlokzatát öt nagyméretű, félkörívesen záródó ablak, féloszlopok és erőteljes koronázó párkány tagolja. A szentély kívülről a hatszög három oldalával záródik, míg belül félköríves kialakítású; félgömbkupolája alatt kapott helyet a fa oltár és a szószék; előbbi festése vörös márványt imitál, és Krisztust a keresztfán ábrázoló oltárkép díszíti. Föléjük hangvetőt helyeztek. A templombelső lizénái tagolóelemként funkcionálnak. A mennyezet és a falak találkozása íves kiképzésű.
A második világháború során a templom orgonája megsérült. 1978-ban egy viharban a torony annyira megsérült, hogy újjá kellett építeni; ekkor került  helyére a mai, zömökebb és alacsonyabb toronysisak. Később a karzat alatti részt falazással elválasztották a templom belső terétől, és ott imatermet alakítottak ki. 1994-ben a templom külsejét teljesen felújították, egyúttal befalazták az északi oldalbejáratot. 2010 júniusában hosszú idő óta a legnagyobb vihar csapott le a térségre, és a templom súlyos károkat szenvedett: ablakai betörtek,  a vakolat lepergett és leszakadt a torony alatti óra is.